# Саженюк, Анатолий Емельянович
Анатолий Емельянович Саженюк (30 ноября 1928, с. Надросовка, Володарский район, современная Киевская область, УССР, СССР — 7 сентября 1981, Новосибирск, РСФСР, СССР) — директор Новосибирского завода имени Коминтерна (1969—1980).

## Биография
Родился 30 ноября 1928 года в Надросовке Володарского района Украинской ССР. Из крестьянской семьи. В 1958 году окончил Новосибирский электротехнический институт, затем работал в Новосибирском научно-исследовательском институте измерительных приборов (инженер, старший инженер, начальник лаборатории, секретарь парткома)
С 1965 года — главный инженер завода имени Коминтерна, с 1969 по 1980 год — директор этого предприятия. С 1980 года занимал должность заместителя директора Новосибирского научно-исследовательского института автоматических приборов.
Умер 7 сентября 1981 года в Новосибирске. Похоронен на Заельцовском кладбище (квартал 41).

## Награды
Ордена Октябрьской Революции (1971) и Трудового Красного Знамени (1976), медали.